# Suicaine Gratifaction
Suicaine Gratifaction è il terzo album da solista del cantautore e musicista statunitense Paul Westerberg, pubblicato nel 1999.

## Tracce
1. It's a Wonderful Life - 2:47
2. Self-Defense - 3:15
3. Best Thing That Never Happened - 4:31
4. Lookin' Out Forever - 3:41
5. Born for Me - 4:00
6. Final Hurrah - 3:27
7. Tears Rolling Up Our Sleeves - 3:26
8. Fugitive Kind - 5:54
9. Sunrise Always Listens - 4:17
10. Whatever Makes You Happy - 3:15
11. Actor in the Street - 3:24
12. Bookmark - 3:11